# Šumećani
 Šumećani  falu Horvátországban Zágráb megyében. Közigazgatásilag Ivanić-Gradhoz tartozik.

## Fekvése
Zágrábtól 43 km-re délkeletre, községközpontjától  8 km-re északkeletre, a Csázma felé vezető főút mellett, a megye keleti határán fekszik. 

## Története
1857-ben 272, 1910-ben 551 lakosa volt. Trianonig Belovár-Kőrös vármegye Križi járásához tartozott. 
A településnek 2001-ben 494 lakosa volt. 

## Lakosság
| Lakosság változása | Lakosság változása | Lakosság változása | Lakosság változása | Lakosság változása | Lakosság változása | Lakosság változása | Lakosság változása | Lakosság változása | Lakosság változása | Lakosság változása | Lakosság változása | Lakosság változása | Lakosság változása | Lakosság változása |
| ------------------ | ------------------ | ------------------ | ------------------ | ------------------ | ------------------ | ------------------ | ------------------ | ------------------ | ------------------ | ------------------ | ------------------ | ------------------ | ------------------ | ------------------ |
| 1857               | 1869               | 1880               | 1890               | 1900               | 1910               | 1921               | 1931               | 1948               | 1953               | 1961               | 1971               | 1981               | 1991               | 2001               |
| 272                | 342                | 401                | 471                | 561                | 551                | 552                | 653                | 673                | 727                | 674                | 545                | 498                | 477                | 494                |

## Külső hivatkozások
Ivanić-Grad hivatalos oldala